# Förordningen för utvidgad näringsfrihet
Förordningen för utvidgad näringsfrihet, även kallad 1864 års näringsförordning, var en lagreform som infördes i Sverige 18 juni 1864. Den var lag fram till 1968. Som lag kallas den även SFS 1864:41.

## Innehåll
Förordningen innehöll flera viktiga bestämmelser:
- Avskaffande av skråväsendet: Den mest betydelsefulla förändringen var upplösningen av de traditionella skråna, vilket innebar att hantverkare och handlare inte längre var tvungna att tillhöra en specifik yrkesorganisation för att bedriva sin verksamhet.
- Näringsfrihet: Förordningen gav i princip alla myndiga personer rätt att starta och driva företag inom handel, hantverk och industri.
- Likabehandling: Lagen gjorde ingen skillnad mellan stad och landsbygd vad gällde rätten att bedriva näringsverksamhet. Den gav även utlänningar utökad och förenklad rätt att bedriva verksamhet.
- Kvinnors rättigheter: Förordningen gav ogifta kvinnor samma rätt som män att bedriva näringsverksamhet. Gifta kvinnor behövde dock fortfarande sin makes tillstånd.
- Begränsningar: Vissa yrken, som apotek och bokhandel, fortsatte att vara reglerade och krävde särskilda tillstånd. Regler om gårdfarihandel och realisation.Kopparverksarbetare i Åtvidaberg, 1899–1900.

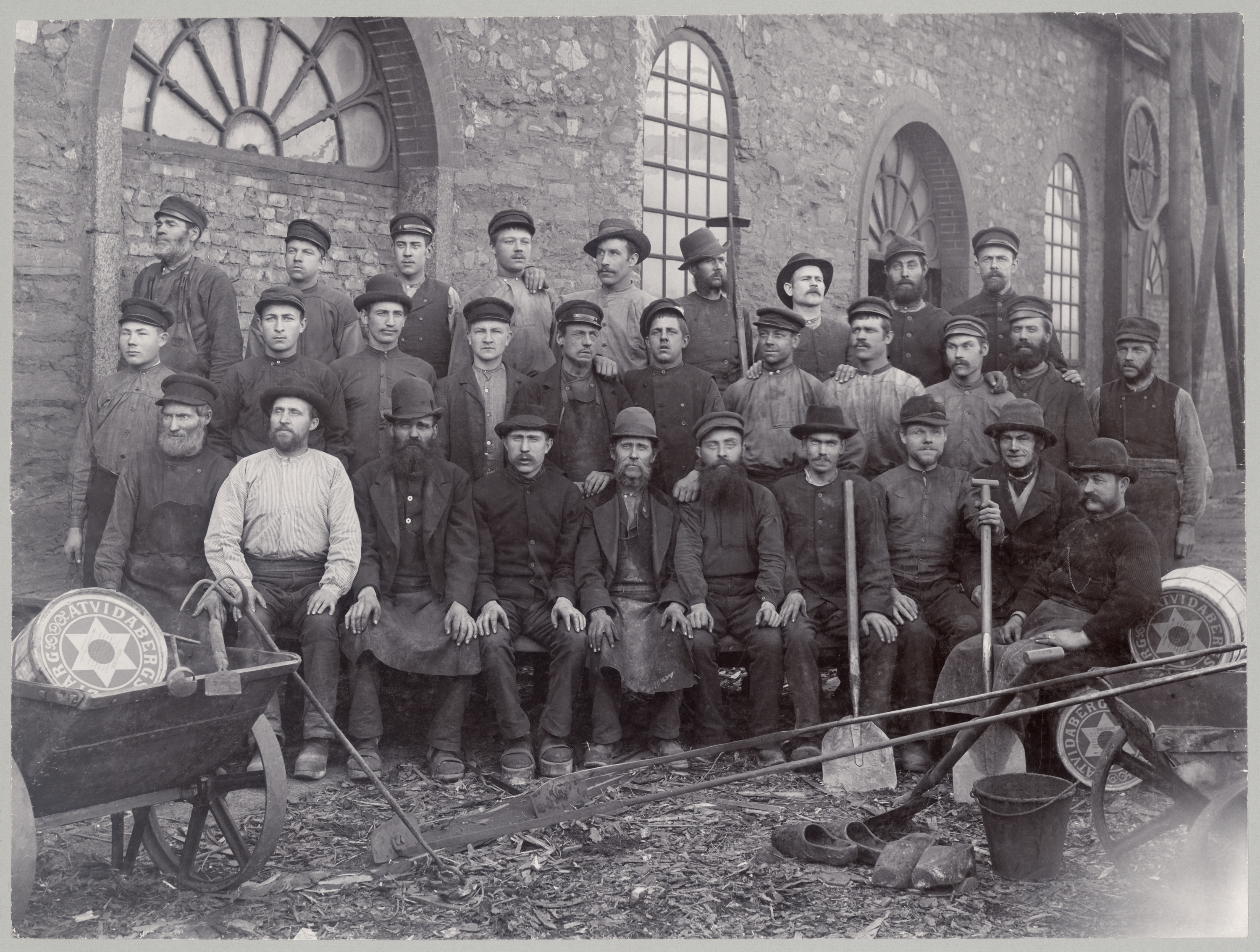
Kopparverksarbetare i Åtvidaberg, 1899–1900.

Reformen följde på Fabriks- och hantverksordningen och Handelsordningen 1846, som hade inlett utvecklingen mot avreglering av näringslivet. Förordningen införde fullständig näringsfrihet. Den avskaffade mästerskapstvång, och kooperationstvång och burskapsägande borgares monopol. Handel och hantverk avreglerades både på landsbygd och i stad, för alla myndiga personer samt för omyndiga som fått sin förmyndares tillstånd, oavsett kön. En av anledningarna till att man tyckte att det skulle fungera var Pariskonventionen för skyddande av patent, varumärken och mönster från illojal konkurrens som tillkom 1883 med elva undertecknande stater, där Sverige två år senare gick med i det systemet. 

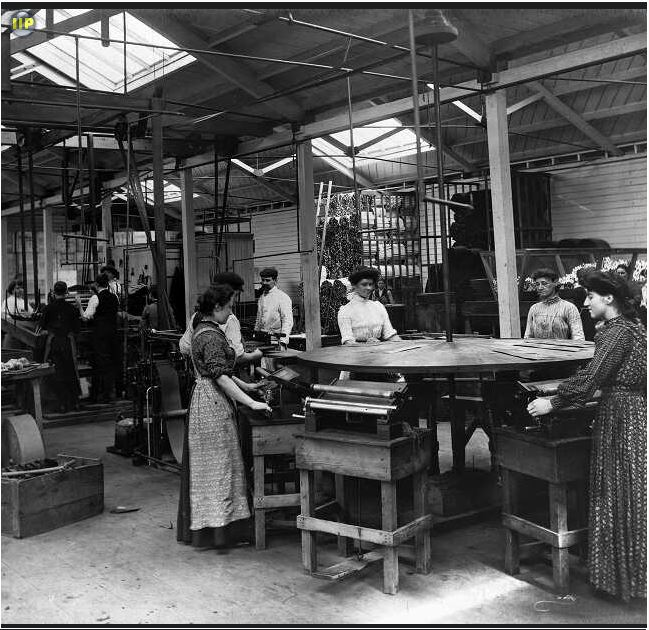
Tändstickstillverkning

## Effekter
Förordningen för utvidgad näringsfrihet hade omfattande effekter på det svenska samhället:
- Ekonomisk tillväxt: Den ökade friheten att starta företag ledde på sikt till en snabbare ekonomisk utveckling och industrialisering.
- Social mobilitet: Avskaffandet av skråväsendet öppnade upp möjligheter för människor att byta yrke och social status baserat på förmåga snarare än härkomst. Kritiken mot detta var att det skulle leda till social instabilitet och upplösning av traditionella samhällsstrukturer.
- Urbanisering: Den ökade näringsfriheten bidrog till en accelererad inflyttning till städerna, där nya industrier och affärsmöjligheter fanns.
- Konkurrens: Förordningen ledde till ökad konkurrens inom många branscher, vilket i sin tur stimulerade innovation och effektivisering. Kritikerna hävdade att kvaliteten på varor och tjänster skulle försämras utan skrånas kvalitetskontroll. I Tyskland så talande man om så kallad Schmutzkonkurrenz.
- Fackföreningsrörelsen: Som en reaktion på de förändrade arbetsvillkoren började arbetare så småningom organisera sig i fackföreningar för att tillvarata sina intressen.

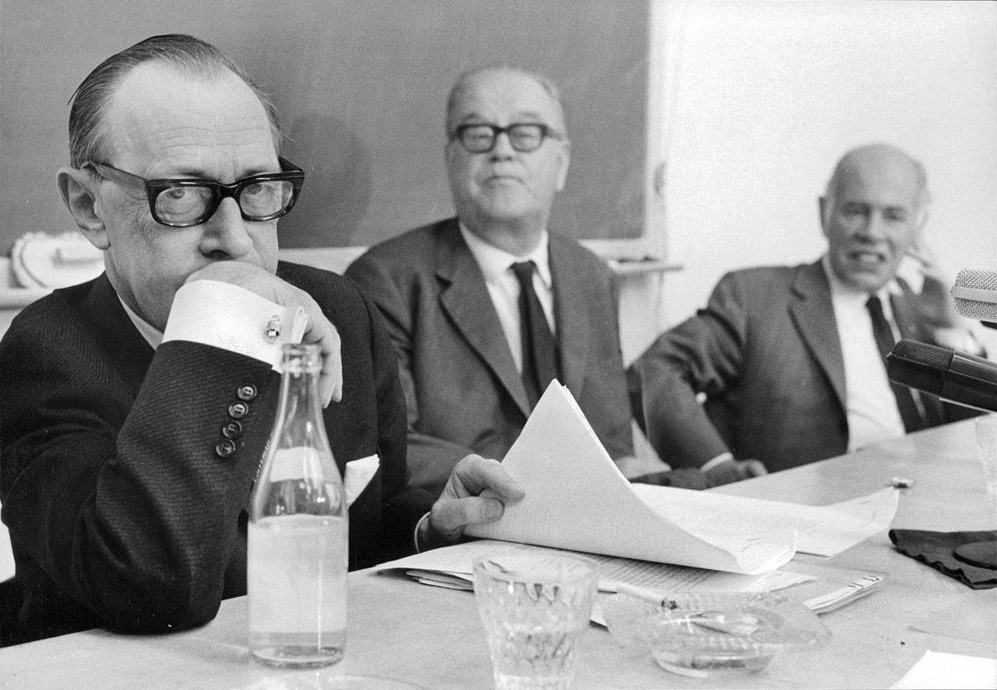
Statsminister Tage Erlander flankerad av till vänster av justitieminister Herman Kling och handelsminister Gunnar Lange

## Avskaffande
Genom proposition 1968:98, av Statsministern Erlander, ministern för utrikes ärendena NILSSON, statsråden
STRÄNG, ANDERSSON, LANGE, KLING, HOLMQVIST, ASPLING, PALME, SVEN-ERIC NILSSON, LUNDKVIST, GUSTAFSSON, GEIJER, ODHNOFF, VICKMAN, och MOBERG. 
År 1921 påbörjades den första utredningen, men i november 1922 beslöts i samband med då vidtagna allmänna inskränkningar i kommitteväsendet att en mer omfattande ändring borde komma till. 1964 fattade Kungl. Maj:t beslut om en ny utredning angående näringslagstiftningen. Utredningsarbetet uppdrogs först åt dåvarande häradshövdingen K.E. Elliol överflyttades år 1948 på kommerserådet S. Matz. Detta resulterade i 1957 års avgiven promemoria. Som sedan genom vidare utredning kom att få fram ett förslag.